# Liste der Baudenkmäler in Weibersbrunn
Auf dieser Seite sind die Baudenkmäler in der unterfränkischen Gemeinde Weibersbrunn zusammengestellt. Diese Tabelle ist eine Teilliste der Liste der Baudenkmäler in Bayern. Grundlage ist die Bayerische Denkmalliste, die auf Basis des Bayerischen Denkmalschutzgesetzes vom 1. Oktober 1973 erstmals erstellt wurde und seither durch das Bayerische Landesamt für Denkmalpflege geführt wird. Die folgenden Angaben ersetzen nicht die rechtsverbindliche Auskunft der Denkmalschutzbehörde.
 Diese Liste gibt den Fortschreibungsstand vom 15. April 2020 wieder und enthält sieben Baudenkmäler.

## Baudenkmäler nach Gemeindeteilen

### Weibersbrunn
| Lage                                        | Objekt                                                               | Beschreibung | Akten-Nr.    | Bild                                                                 |
| ------------------------------------------- | -------------------------------------------------------------------- | --- | ------------ | -------------------------------------------------------------------- |
| Nähe Hauptstraße (Standort)                 | Katholische Pfarrkirche St. Johann von Nepomuk                       | Unverputzter Saalbau mit Satteldach und Westturm, Lisenengliederung, Sandsteinquadermauerwerk, 1862–64, Erweiterung zweite Hälfte 20. Jahrhundert                         | D-6-71-157-1 | weitere Bilder                                                       |
| Nähe Hauptstraße (Standort)                 | Kriegerdenkmal für die Gefallenen des Ersten und Zweiten Weltkrieges | Auf Stufenpodest quaderförmiger Inschriftensockel mit kniender Soldatenfigur, flankiert von vier Quadern mit gusseisernen Inschriftentafeln, Sandstein, um 1920 bzw. 1947 | D-6-71-157-1 | Kriegerdenkmal für die Gefallenen des Ersten und Zweiten Weltkrieges |
| Im „Kupp“ ()                                | Feldkreuz                                                            | Nicht nachqualifiziert, im Bayerischen Denkmal-Atlas nicht kartiert | D-6-71-157-3 |                                                                      |
| Lindel, an der Staatsstraße 2308 (Standort) | Bildstock                                                            | Gemauertes Satteldachhäuschen mit vergitterter Rundbogennische und bekrönendem eisernen Kreuz, Ziegelstein, wohl 19. Jahrhundert                                          | D-6-71-157-5 | weitere Bilder                                                       |
| Hauptstraße 180 (Standort)                  | Bildstock                                                            | Gemauertes verputztes Satteldachhäuschen mit vergitterter Rundbogennische und gliedernden Simsen, 19./20. Jahrhundert                                                     | D-6-71-157-2 | weitere Bilder                                                       |
| Rohrbrunner Weg ()                          | Bildstock                                                            | Nicht nachqualifiziert, im Bayerischen Denkmal-Atlas nicht kartiert | D-6-71-157-4 |                                                                      |

### Rohrbrunn
| Lage                           | Objekt                    | Beschreibung | Akten-Nr.    | Bild           |
| ------------------------------ | ------------------------- | --- | ------------ | -------------- |
| Altes Forsthaus 175 (Standort) | Ehemaliges Forsthaus      | Zweigeschossiger massiver Mansarddachbau, 18. Jahrhundert | D-6-71-157-7 | weitere Bilder |
| Rohrbrunn 7 (Standort)         | Jagdschloss Luitpoldshöhe | Zweigeschossiger Fachwerkbau auf hohem Sandsteinsockel, mit Zwerchdächern, einem Erker mit Turmhelm und einem Dachreiter mit Glocke, teilweise verschindelt, von Max von Siebert und Karl Buchner für den Prinzregenten Luitpold von Bayern, 1889 | D-6-71-157-6 | weitere Bilder |